# 罗斯比陨击坑

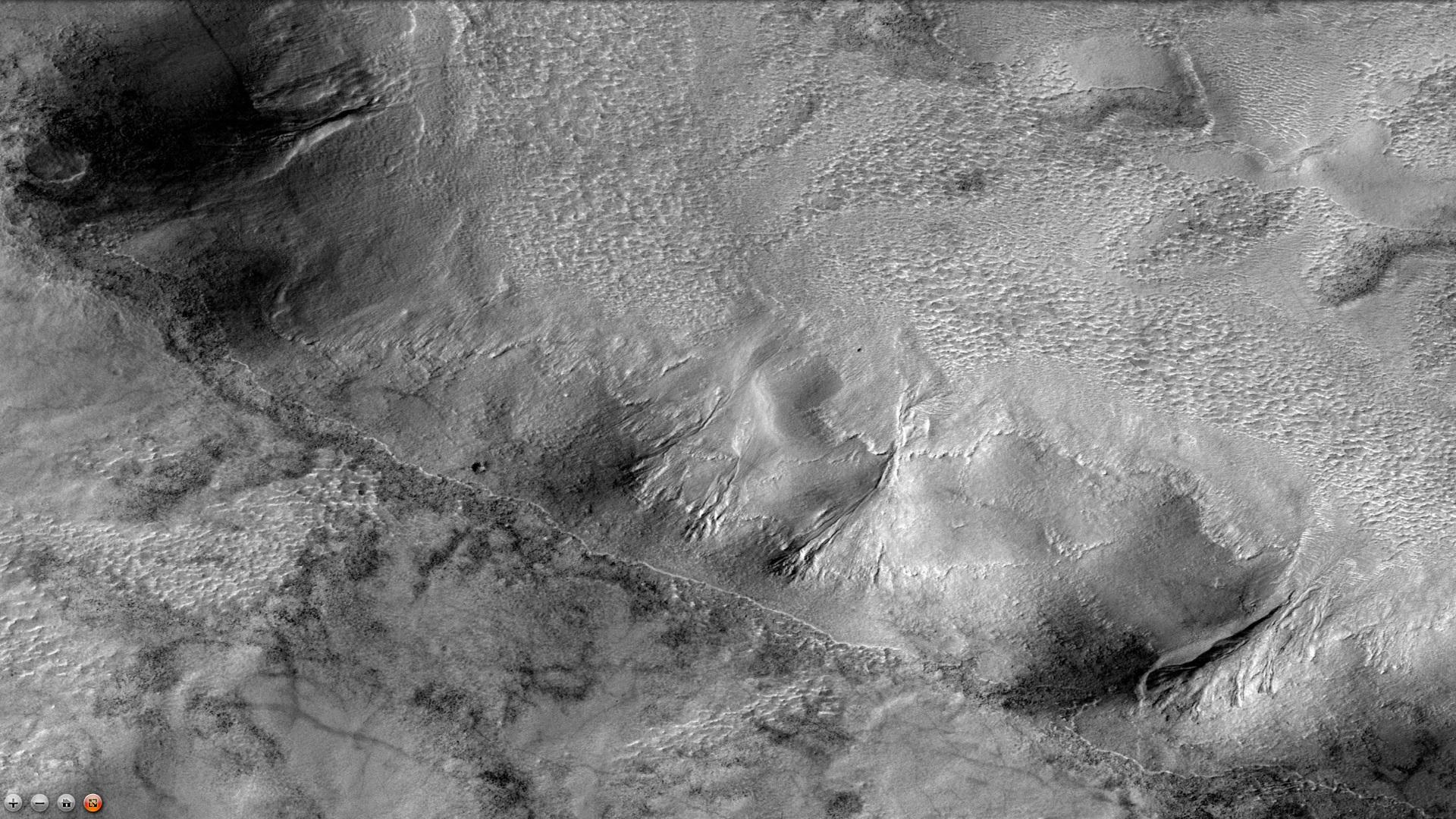
火星勘测轨道飞行器背景相机拍摄的罗斯比陨击坑中的冲沟，注：这是前罗斯比陨击坑西侧图像的放大版。

罗斯比陨击坑（Rossby）是火星埃里达尼亚区的一座撞击坑，中心坐标位于南纬47.5度、东经167.9度处，直径80公里，其名称取自瑞典裔美籍气象学家卡尔-古斯塔夫·罗斯贝(1898年－1957年），1973年被国际天文联合会行星系统命名工作组批准接受。